# Oravița Română
Oravița Română a fost o localitate din Banat. Prin unirea cu Oravița Montană s-a format orașul Oravița.